# Руска револуција
Руска револуција 1917. је представљала низ политичких, економских и друштвених превирања у Русији, у време њеног уласка у Први светски рат на страни Србије и Сила антанте, иницираних од стране Руске социјално-демократске радничке партије, које су започеле збацивањем руске монархије на челу са императором Николајем II, а затим збацивањем либералне и умерене Привремене владе, што је довело до успостављања диктатуре под контролом бољшевика. Ово је довело до грађанског рата и оснивања Совјетског Савеза (1922). Совјетски Савез се распао 1991. године.
Фебруарска револуција (март 1917) је била револуција са фокусом на Петрограду (сад Санкт Петербург), престоницом Русије у то време. У хаосу, чланови Империјалног парламента (думе) преузели су контролу на земљом, формирајући привремену владу која је у знатној мери била доминирана интересима великих капиталиста и аристократије. Руководство војске је сматрало да немају средстава за сузбијање револуције, што је резултирало Николајевом абдикацијом. Совјети, који су предоминантно били сачињени од војника и урбане индустријске радничке класе, иницијално су дозволили привременој влади да управља, али су инсистирали на прерогативу да утичу на владу и да контролишу разне милиције. Фебруарска револуција се догодила у контексту тешких војних проблема током Првог светског рата (1914–18), који су оставили највећи део Руске армије у стању побуне.
Период двојне власти је уследио, током кога је привремена влада држала државну власт, док је национална мрежа савета, коју су водили социјалисти, имала подршку нижих класа и, све више, левичарски настројене урбане средње класе. Током тог хаотичног периода дошло је до бројних побуна, протеста и мноштва штрајкова. Многе социјалистичке политичке организације биле су ангажоване у свакодневној борби и настојале су да задобију утицај унутар думе и совјета. Међу њима су централну позицију имали Бољшевици предвођени Владимиром Лењином који је водио кампање за непосредан престанак рата, предају земљишних поседа сељацима и фабрика радницима. Кад је привремена влада одлучила да настави са ратом против Немачке, Бољшевици и друге социјалистичке фракције су искористили виртуално универзални презир према ратним напорима као оправдање за даље унапређење револуције. Бољшевици су претворили радничке милиције под њиховом контролом у Црвену гарду (касније Црвену армију) над којом су имали знатну контролу.
У Октобарској револуцији (новембар по грегоријанском календару), бољшевици су предводили оружану побуну радника и војника у Петрограду којом су успешно збацили са власти привремену владу, преносећи власт на совјете. Престоница је премештена у Москву убрзо након тога. Бољшевици су осигурали јаку базу подршке унутар совјета и, сад као врховна владајућа странка, успоставили су федералну владу посвећену реорганизацији бивше империје у прву социјалистичку републику на свету, практикујући совјетску демократију на националној и међународној скали. Обећање да ће окончати руско учешће у Првом светском рату је било одмах испоштовано са потписивањем бољшевичких вођа Брест-литовског мира са Немачком у марту 1918. Да би се додатно осигурала нова држава, Чека је успостављена која је функционисала као револуционарна тајна служба. Она је настојала да искорени и казни оне који су сматрани „непријатељима народа” у кампањама које су свесно моделоване по узору на сличне догађаје током Француске револуције.
Ускоро након тога, грађански рат је избио између „црвених” (бољшевика), „белих” (контрареволуционара), независних покрета и небољшевичких социјалиста. Трајао је неколико година, током којих су бољшевици поразили Беле и све ривалске социјалисте и након тога реконституисали себе као Комунистичку партију. На тај начин, револуција је поплочала пут за стварање Савеза Совјетских Социјалистичких Република (СССР) 1922. године. Док су се многи значајни историјски догађаји одвили у Москви и Петрограду, било је исто тако видних покрета у градовима широм државе, међу националним мањинама широм царстава и у руралним областима, где су сељаци преузели и редистрибуирали земљиште.

## Позадина
У царској Русији почетком 20. века владала је економска криза што је довело до развоја револуционарних организација. Почетком 1914. године Русија се укључује у Први светски рат на страни Србије и Сила антанте. У Русији је тада било мобилисано око 16 милиона људи, а око 7 милиона већ је било изгинуло, рањено или нестало. Царска војска била је потиснута са источног фронта и велики порази изазивају незадовољство у народу, а цар Николај размишља и о склапању сепаратног мира са Немачком. У то време бољшевици, су били спремни за преврат уз подршку Немачке. Најрадикалнији бољшевици су желели да такво стање искористе за долазак на власт.
Руска револуција из 1905. се сматра значајним фактором који је допринео узроцима револуција из 1917. Догађаји Крваве недеље су изазвали протесте и војне побуне широм земље. Веће радника звано Санктпетербуршки совјет је формирано у том хаосу. Мада је револуција из 1905. ултиматно била угушена, и вође Санктпетербуршког совјета су биле ухапшене, то је поставило темеље за касније Петроградске совјете и друге револуционарне покрете током периода који је претходио 1917. Револуција из 1905. је исто тако довела до креирања думе (парламента), који ће касније формирати привремену владу након фебруара 1917.
Избијање Првог светског рата је подстакло генералне протесте уперене на цара Николаја  и фамилију Романов. Док је нација првобитно била захваћена таласом национализма, све већи број пораза и лоши услови убрзо су преокренули ситуацију. Цар је покушао да поправи ситуацију тако што је лично преузео контролу над војском 1915. године. То се показало катастрофалним, јер је цар сад био лично одговоран за Руске континуиране поразе и губитке. Поред тога, царица Александра, којој је остављено да влада док је цар командовао на фронту, била је немачког порекла, што изазивало сумње о дослуху. Ситуацију су додатно погоршавале гласине о њеном односу са контроверзним мистиком Распућином. Распутинов утицај је доводио до погубних министарских именовања и корупције, што је изазвало погоршавање животних услова унутар Русије. То је довело до општег незадовољства породицом Романов, и то је био главни фактор који је допринео одмазди руских комуниста против краљевске породице.
Након ступања Отоманског царства на страну Централних сила у октобру 1914, Русија је лишена своје главне трговинске руте кроз Дарданеле, што је додатно допринело економској кризи, у којој је Русија није више могла да обезбеди муницију својој војсци у годинама које су претходиле 1917. Међутим, проблеми су били превасходно административни, а не индустријски, пошто је Немачка производила велике количине муниције иако се константно борила на два главна ратишта.
Животни услови током рата су довели до поражавајућег губитка морала у унутар руске војске, као и у општој популацији. То је било посебно очевидно у градовима, због недостатка хране узрокованих поремећајима пољопривредне производње. Недостатак хране постао је значајан проблем у Русији, мада узрок тога нису биле лоше жетве, које нису биле значајно измењене током ратног периода. Индиректни разлог је био да је влада ради финансирања рата, штампала милионе рубаља, и до 1917. инфлација је довела до пораста цена за четири пута у односу на цене из 1914. Пољопривредници су консеквентно били суочени са повећаним трошковима живота, али малим повећањем прихода. Као резултат, они су имали тенденцију да задржавају своје житарице и да се враћају на самоодрживу пољопривреду. Стога су градови константно имали недостатак хране. У исто време, растуће цене довеле су до потражње за већим платама у фабрикама, и у јануару и фебруару 1916. револуционарна пропаганда, делом потпомогнута немачким средствима, довела је до широко заступљених штрајкова. То је резултирало растућом критиком владе, укључујући повећано учешће радника у револуционарним странкама.
Либералне партије су такође имале увећану платформу да изнесу своје приговоре, пошто је почетни ратни занос резултирао у томе да је царистичка влада створила низ политичких организација. У јулу 1915, успостављен је Централни одбор ратне индустрије под управом проминентног октобристе, Александра Гучкова (1862-1936), који је укључивао десет радничких представника. Петровградски мењшевици су се сложили да се придруже упркос примедби њихових вођа у иностранству. Сва та активност је дала обновљену подршку политичким амбицијама, и у септембру 1915, комбинација октобриста и кадета у думи је захтевала формирање одговорне владе. Цар је одбио тај предлог.
Сви ови фактори довели су до оштрог губитка поверења у режим, чак и у владајућој класи, који је растао током рата. Почетком 1916, Гучков је дискутовао са вишим војним официрима и члановима Одбора ратне индустрије могући државни удар да би цар присилио да абдицира. У децембру, мала група племића је извршила атентат на Распутина, и у јануару 1917. царевог ујака, великог војводу Николаја, је индиректно питао кнез Лавов да ли би био спреман да преузме престол од свог нећака, цара Николаја II Александровича. Ни један од ових инцидената сам по себи није био непосредан узрок Фебруарске револуције, али они помажу у објашњавању разлога зашто је монархија преживела само неколико дана након избијања револуције.
У међувремену, социјалистички револуционарни лидери у егзилу, многи од којих су живели у Швајцарској, су били невољни посматрачи колапса међународне социјалистичке солидарности. Француски и немачки социјалдемократи су гласали у прилог ратних напора својих влада. Георги Плеханов је у Паризу заузео насилан анти-немачки став, док је Парвус подржавао немачке војне напоре као најбољи начин осигуравања револуције у Русији. Мењшевици су у углавном тврдили да Русија има право да се брани од Немачке, иако је Мартов (проминентни мењшевик), сада у левици своје групе, захтевао окончање рата и нагодбу на бази националне самоуправе, без анексија или обештећења.
Ови Мартови погледи су преовладавали у манифесту који је израдио Лав Троцки (у то време мењшевик) на конференцији у Цимервалду, којој је присуствовало 35 социјалистичких лидера у септембру 1915. Неизбежно Владимир Лењин, кога су подржавали Зиновјев и Радек, снажно је оспоравао те погледе. Њихови ставови постали су познати као Цимервалдска левица. Лењин је одбацио и одбрану Русије и апел за мир. Од јесени 1914, он је инсистирао да „са гледишта радничке класе и радних маса мање зло би био пораз царске монархије”; рат мора бити претворен у грађански рат пролетерских војника против њихових сопствених влада, а ако би из тога произашла пролетерска победа у Русији, онда би њихова дужност била да воде револуционарни рат за ослобађање маса широм Европе.

## Фебруарска револуција
Дана 8. марта 1917. године (23. фебруар по старом календару — Фебруарска револуција) немири се претварају у побуну. Почело је рушење монархије и полуфеудалног система у Русији. Цар је распустио Државну думу, али је део посланика формирао Привремени извршни комитет. Дана 12. марта део војске отказује послушност и прелази на страну побуњеника. Побуњеници заузимају Адмиралитет, Зимски дворац (Ермитаж), Петровпавловску тврђаву и хапсе последње чланове царске владе. Комитет се прогласио за привремену владу, а истовремено се формирао Петровградски совјет од 250 чланова који је такође желео да делује као влада, па је у Русији тако почео период двовлашћа. Дана 14. марта Привремена влада добија подршку у односу на Совјет који је био под контролом бољшевика. У ноћи између 14. и 15. марта император Николај II Александрович је абдицирао. Регенство је поверио брату Михаилу, али је и он абдицирао, што су урадили и остали чланови царске породице. Тако је после 4 века завршен царистички период у историји Русије. Привремена влада је имала власт са Александром Керенским као најутицајнијим чланом, али је стање све више ишло на руку радикалним бољшевицима.
Привремена влада није успела да реши економску кризу у Русији. Бољшевици су своју шансу видели у захтеву да Русија одмах иступи из рата. Улице Петрограда 2. и 3. маја поново су биле поприште немира, који су захватили и Москву.

## Октобарска револуција
На свом четвртом конгресу бољшевици доносе одлуку о оружаном преузимању власти. Септембра 1917. године њихов вођа, Владимир Иљич Уљанов Лењин, разрађује план побуне и методе освајања власти. „Црвени комесари“ даноноћно ургирају за прекид рата и потписивање сепаратног мира са Немачком. Већи део војске био је под бољшевичком влашћу. Најактивнији револуционар био је Лав Давидович Бронштајн Троцки. Ипак, део вођа бољшевика (Камењев и Зинојев) није био за устанак, али је коначну одлуку ипак донео Лењин.
Дана 7. новембра (25. октобра по старом календару — Октобарска револуција) почела је побуна. Тада је био заказан Други сверуски конгрес совјета. Наоружани устаници крећу у акцију још у зору и заузимају најважније тачке Петрограда. Отпора није било, па је град већ ујутру био у рукама бољшевика, Влада је још увек држала Зимски дворац. Керенски је узалуд покушавао да пређе у контранапад јер трупе нису извршавале његова наређења. Крстарица „Аурора“' одбија да исплови и усмерава топове ка Зимском дворцу. Одлично припремљени устанак донео је брзу победу, практично без једног пуцња. Тако је почела историја комунизма у светској цивилизацији.
Дана 8. новембра 1917. године Конгрес совјета прихватио је да се до Уставотворне скупштине образује привремена влада „радника и сељака“, под називом Совјет народних комесара (Совнарком), која је била састављена искључиво од бољшевика. Председник је био Лењин, комесар спољних послова Троцки, а унутрашњих Алексеј Иванович Риков. Створен је и посебан одбор за питање националности чији је председник био Стаљин, будући совјетски вођа. Програм ове владе био је утемељен на Декретима о миру и земљи. Дана 12. децембра бољшевици су поражени на изборима, али нису ни помишљали на предају власти.
Дана 18. јануара 1918. године састала се Уставотворна скупштина у Таврическом дворцу. Бољшевичко руководство убрзо је одлучило да забрани рад скупштини, па је 19. јануар донет декрет о распуштању Уставотворне скупштине којим се Совјети, као класне установе, проглашавају за оне који једино могу да победе отпор имућних класа и да поставе темеље социјалистичком друштву.
Тако је бољшевичка власт стала на ноге, али је уследио крвави грађански рат. Већи број виших царских официра се дигао против бољшевика, а први су почели да се окупљају Козаци у басену Дона. Силе Антанте су такође биле непријатељски расположене према новој власти и размишљало се чак и о формирању једног корпуса који би отишао за Русију и служио ка језгро за окупљање «белих».
Јануара 1918. године званично је створена Црвена армија. Команду над војском преузима Троцки и до јесени окупља читавих 800.000 војника са крајњим циљем од 3 милиона.
Дана 3. марта 1918. године након дугих преговора под тешким условима закључен је и мир у тврђави у Брест-Литовску, чиме је Лењин одужио свој дуг према Немачкој.
У априлу 1919. године почело је повлачење француских и британских трупа из Русије. До краја јула сви градови западно од Урала пали су у руке бољшевика. Генерал «белих» Дењикин креће ка Москви у одлучујућу битку и долази на 200 km од града. 14. октобра Црвена армија креће у контраудар. Поразе доживљавају и Јуденич и Колчак, а Врангел емигрира у Београд. У зиму 1919/20 Црвена армија заузима све градове у Сибиру. У лето 1920. године ратује се у Бесарабији и Украјини. Црвена армија надире кроз Пољску и долази до Варшаве, али не успева да је освоји. И током 1921. године вођени су спорадични сукоби. Јуна 1922. Јапанци се повлаче са руског Далеког истока. Тако је тежак и немилосрдан грађански рат дошао крају, а око 2 милиона људи је емигрирало из Русије.

### Историографија
- Gatrell, Peter (2015). „Tsarist Russia at War: The View from Above, 1914–February 1917”. Journal of Modern History. 87 (4): 668—700.
- Haynes, Mike; Wolfreys, Jim, ур. (2007). History and Revolution: Refuting Revisionism. Verso Books. ISBN 978-1844671502.
- Smith, S. A (2015). „The historiography of the Russian revolution 100 years on.”. Kritika: Explorations in Russian and Eurasian History. 16 (4): 733—749..
- Smith, Steve (1994). „Writing the History of the Russian Revolution after the Fall of Communism.”. Europe‐Asia Studies. 46 (4): 563—578..
- Wade, Rex A (2016). „The Revolution at One Hundred: Issues and Trends in the English Language Historiography of the Russian Revolution of 1917.”. Journal of Modern Russian History and Historiography. 9 (1): 9—38..
- Warth, Robert D (1967). „On the Historiography of the Russian Revolution.”. Slavic Review. 26 (2): 247—264..

### Сведочанства учесника
- Reed, John. Ten Days that Shook the World. 1919, 1st Edition, published by BONI & Liveright, Inc. for International Publishers. Transcribed and marked by David Walters for John Reed Internet Archive. Penguin Books; 1st edition. 1 June. 1980.  978-0-14-018293-4. Retrieved 14 May 2005.
- Serge, Victor. Year One of the Russian Revolution. L'An l de la revolution russe, Year One of the Russian Revolution, Holt, Rinehart, and Winston. Translation, editor's Introduction, and notes © 1972 by Peter Sedgwick. Reprinted on Victor Serge Internet Archive by permission. 1930.  978-0-86316-150-6. Retrieved 14 May 2005.
- Steinberg, Mark (2001). Voices of Revolution, 1917. Yale University Press..
- Trotsky, Leon. The History of the Russian Revolution. Translated by Max Eastman, Library of Congress Catalog Card Number 8083994. 1932.  978-0-913460-83-2. Transcribed for the World Wide Web by John Gowland (Australia), Alphanos Pangas (Greece) and David Walters (United States). Pathfinder Press edition. 1 June. 1980.  978-0-87348-829-7. Retrieved 14 May 2005.

### Примарни документи
- Ascher, Abraham,, ур. (1976). The Mensheviks in the Russian Revolution. Ithaca..
- Browder, Robert Paul and Alexander F. Kerensky, eds., The Russian Provisional Government, 1917: Documents. 3 volumes (Stanford, 1961).
- Bunyan, James and H. H. Fisher, eds. The Bolshevik Revolution, 1917–1918: Documents and Materials (Stanford, 1961; first ed. 1934).
- Daly, Jonathan, and Leonid Trofimov,, ур. (2009). . Russia in War and Revolution, 1914-1922: A Documentary History Проверите вредност параметра |url= (помоћ). Indianapolis and Cambridge, MA: Hackett Publishing Company. ISBN 978-0-87220-987-9.
- Miller, Martin A., ed. Russian Revolution: The Essential Readings (2001) 304pp
- Steinberg, Mark D (2002). „Voices of Revolution, 1917”. Недостаје или је празан параметар |title= (помоћ). In the series "Annals of Communism," Yale University Press, 2001. 404pp On-line publication of these texts in the Russian original: Golosa revoliutsii, 1917 g. (Yale University Press)
- Zeman, Z. A. B., ур. (1958). Germany and the Revolution in Russia, 1915-1918: Documents from the Archives of the German Foreign Ministry..